# 唐渭
唐渭（942年—1007年），杭州余杭人，祖籍北海郡平寿县，吴越国北宋政治人物。
《咸淳临安志》载：唐拱，其先自晋昌（按：应该为晋昌唐氏）徙馀杭，有唐山令者曰熊，生希颜，唐天复中以明经，为建威推官。希颜生仁恭，仕吴越，仁恭生渭，仕本朝(按：北宋)，为职方郎中。渭生拱，拱以父荫补太庙斋郎，改三班借职，再迁右班殿直，为漳州监押，卒后赠太子太师。
陆游为唐介的曾外孙，据陆游《家世旧闻》记载，吴越之末，唐氏有名渭者，从其王（按：吴越王钱俶）归（北宋）朝，得为（北宋）王官，出领归州刺史，遂居荆渚，质肃公之祖也。（渭兄）名涣者，留居钱塘，侍读（按：唐询）之祖也。
《咸淳临安志》又载：唐渭自余杭徙家江陵，渭生拱，拱生介，观陈绎撰介行状，刘挚撰介神道碑,其迁徙可见。若欧阳修为拱墓表，则介尚存，叙拱为钱塘人而以介事附。
因此，唐渭，吴越国通儒院學士，從忠懿王歸宋朝。出守秭歸，因家江陵，終職方郎中，贈太子太傅。今江陵、錢塘之唐氏，皆出自北海郡。
先祖唐熊，为唐朝杭州唐山县令，祖籍北海郡平寿县，因黄巢之乱遂寓居余杭。

## 子女
子：唐拱，字宫师
子：唐极，字殿臣

## 後代
其十五世孫唐居俊於南宋末年率其家人由南雄珠磯巷遷至香山釜涌（即今珠海市唐家灣)，為現今唐家灣鎮唐氏之祖先，唐廷樞、唐紹儀、唐國安、唐雪卿及唐滌生等近代名人皆為其後裔。其後人現分佈於世界各地，包括澳門、香港、上海、美國等。